# Vijlenerbos (helling)
De Vijlenerbos is een beklimming in het Heuvelland in de gemeente Vaals in het zuiden van de Nederlandse provincie Limburg. De beklimming begint bij Raren en eindigt bovenaan in de oostkant van het Vijlenerbos. De straatnaam ter plaatse is de Epenerbaan.
De helling maakt een haarspeldbocht en komt langs enkele van de grafheuvels in het Vijlenerbos.

## Wielrennen
De helling is meermaals opgenomen in de wielerklassieker Amstel Gold Race. De klim wordt in recente jaren dan eenmaal bedwongen, als dertiende klim na de Gemmenicherweg en voor Eperheide.